# Roger Ford
Roger Ford (...) è uno scenografo e costumista britannico naturalizzato australiano. Nel 1996 è stato candidato all'Oscar alla migliore scenografia per il film Babe - Maialino coraggioso.

## Filmografia

### Scenografo

#### Cinema
- Those Dear Departed, regia di Ted Robinson (1987)
- The Year My Voice Broke, regia di John Duigan (1987)
- Cronaca nera (Grievous Bodily Harm), regia di Mark Joffe (1988)
- Romero, regia di John Duigan (1989)
- Flirting, regia di John Duigan (1991)
- L'adorable svampita (The Girl Who Came Late), regia di Kathy Mueller (1992)
- The Nostradamus Kid, regia di Bob Ellis (1993)
- Sirene (Sirens), regia di John Duigan (1994)
- L'uomo del piano di sopra (The Seventh Floor), regia di Ian Barry (1995)
- Babe - Maialino coraggioso (Babe), regia di Chris Noonan (1995)
- Lilian's Story, regia di Jerzy Domaradzki (1996)
- Figli della rivoluzione (Children of the Revolution), regia di Peter Duncan (1996)
- Patsy Cline (Doing Time for Patsy Cline), regia di Chris Kennedy (1997)
- Babe va in città (Babe: Pig in the City), regia di George Miller (1998)
- La generazione rubata (Rabbit-Proof Fence), regia di Phillip Noyce (2002)
- The Quiet American, regia di Phillip Noyce (2002)
- Una bracciata per la vittoria (Swimming Upstream), regia di Russell Mulcahy (2003)
- The Rage in Placid Lake, regia di Tony McNamara (2003)
- Peter Pan, regia di P. J. Hogan (2003)
- Le cronache di Narnia - Il leone, la strega e l'armadio (The Chronicles of Narnia: The Lion, the Witch and the Wardrobe), regia di Andrew Adamson (2005)
- Le cronache di Narnia - Il principe Caspian (The Chronicles of Narnia: Prince Caspian), regia di Andrew Adamson (2008)
- Non avere paura del buio (Don't Be Afraid of the Dark), regia di Troy Nixey (2010)
- The Raven, regia di James McTeigue (2012)
- The Dressmaker - Il diavolo è tornato (The Dressmaker), regia di Jocelyn Moorhouse (2015)
- Peter Rabbit, regia di Will Gluck (2018)
- Peter Rabbit 2 - Un birbante in fuga (Peter Rabbit 2), regia di Will Gluck (2021)
- Tremila anni di attesa (Three Thousand Years of Longing), regia di George Miller (2022)

#### Televisione
- The Very Merry Widow – serie TV, episodio 2x06 (1968)
- B and B – serie TV, 26 episodi 2x03-1x04-1x07 (1968)
- Q5 – serie TV, episodi 1x02-1x04 (1969)
- Paul Temple – serie TV, episodi 1x10-2x08 (1970)
- Menace – serie TV, episodio 1x04 (1970)
- Doctor Who – serie TV, 5 episodi (1971)
- The Aunty Jack Show – serie TV, episodi 2x02-2x03-2x04 (1973)
- Wollongong the Brave – miniserie TV, 2 puntate (1975)
- Dancing Daze – serie TV, episodio 1x03 (1986)
- The Pack of Women, regia di Ted Robinson – film TV (1986)
- Danger Down Under, regia di Russ Mayberry – film TV (1988)
- Fragments of War: The Story of Damien Parer, regia di John Duigan – film TV (1988)
- Tre donne per una vendetta (Ring of Scorpio), regia di Ian Barry – film TV (1991)
- In fuga dallo spazio (The Distant Home), regia di Robert Marchand – film TV (1992)
- Big Ideas, regia di Mike Smith – film TV (1992)
- La mente del crimine (CrimeBroker), regia di Ian Barry – film TV (1993)
- Kangaroo Palace, regia di Robert Marchand – film TV (1997)
- L'ultima spiaggia (On the Beach), regia di Russell Mulcahy – film TV (2000)
- 3 mostri in famiglia (Me & My Monsters) – serie TV, 26 episodi (2010-2011)

### Costumista
- Those Dear Departed, regia di Ted Robinson (1987)
- The Year My Voice Broke, regia di John Duigan (1987)
- Fragments of War: The Story of Damien Parer, regia di John Duigan – film TV (1988)
- Cronaca nera (Grievous Bodily Harm), regia di Mark Joffe (1988)
- Flirting, regia di John Duigan (1991)
- L'adorable svampita (The Girl Who Came Late), regia di Kathy Mueller (1992)
- The Nostradamus Kid, regia di Bob Ellis (1993)
- Babe - Maialino coraggioso (Babe), regia di Chris Noonan (1995)
- La generazione rubata (Rabbit-Proof Fence), regia di Phillip Noyce (2002)

## Riconoscimenti
- Premio Oscar
  - 1996 - Candidatura alla migliore scenografia per Babe - Maialino coraggioso
- AFI Awards / AACTA Awards
  - 1987 - Candidatura ai migliori costumi per Those Dear Departed 
  - 1990 - Migliore scenografia per Flirting
  - 1993 - Candidatura ai migliori costumi per The Nostradamus Kid
  - 1996 - Migliore scenografia per Figli della rivoluzione
  - 1997 - Candidatura alla migliore scenografia per Patsy Cline
  - 2000 - Open Craft Award - Televisione per L'ultima spiaggia
  - 2002 - Candidatura alla migliore scenografia per Una bracciata per la vittoria
  - 2002 - Candidatura alla migliore scenografia per La generazione rubata
  - 2002 - Candidatura ai migliori costumi per La generazione rubata
  - 2015 - Candidatura alla migliore scenografia per The Dressmaker - Il diavolo è tornato
  - 2018 - Migliore scenografia per Peter Rabbit